# Wietzenbruch
Wietzenbruch ist ein Ortsteil im Südwesten der niedersächsischen Stadt Celle, der nach dem vom Fluss Wietze durchzogenen Bruchwald benannt wurde. Ursprünglich war das Zentrum von Wietzenbruch ein kleinerer Gutshof der Familie von Anderten.
Wietzenbruch gehört seit 1973 vollständig zur Stadt Celle (vorher teilweise) und ist zu einem beliebten Neubaugebiet geworden.

## Geschichte

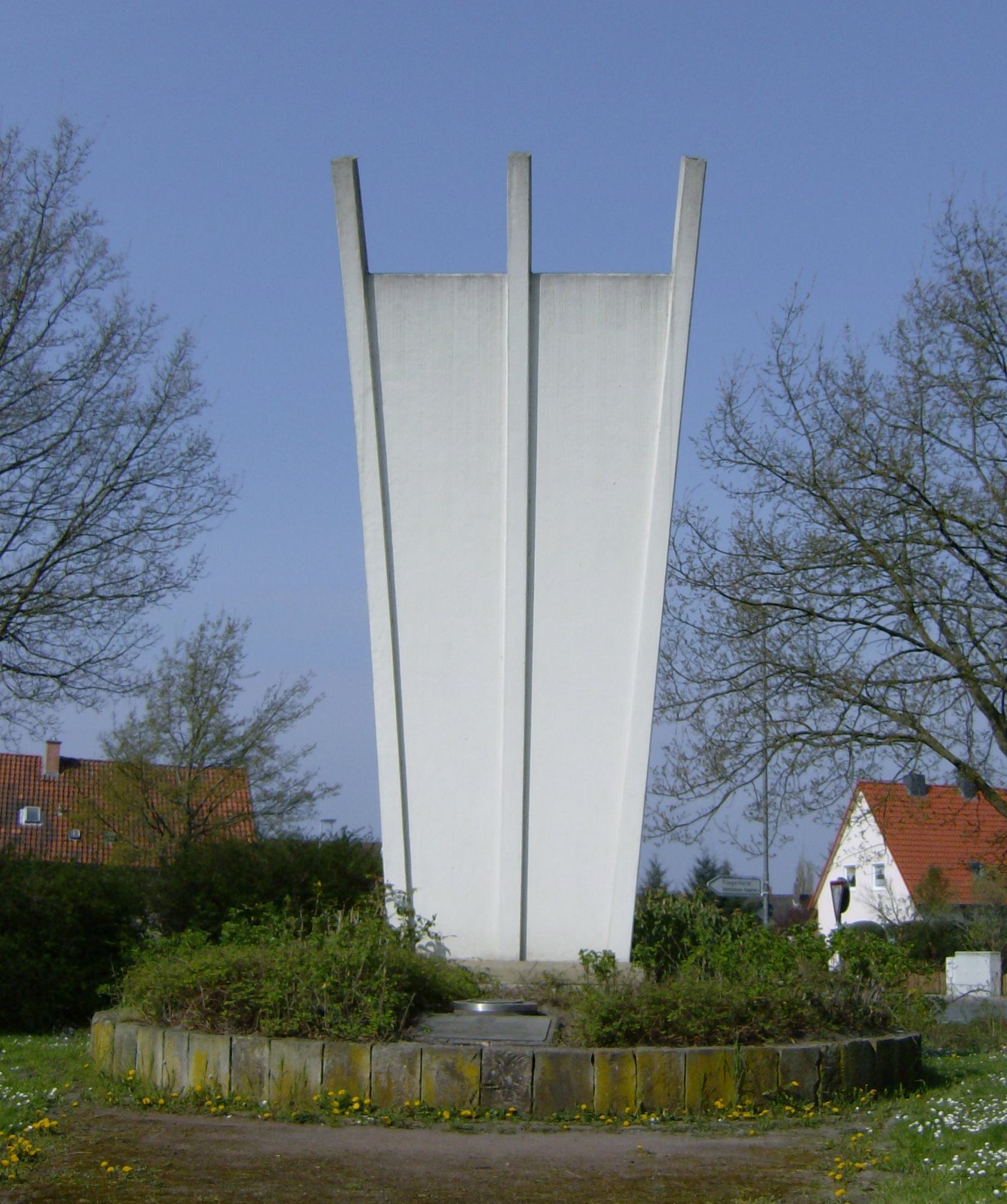
Luftbrückendenkmal in Wietzenbruch

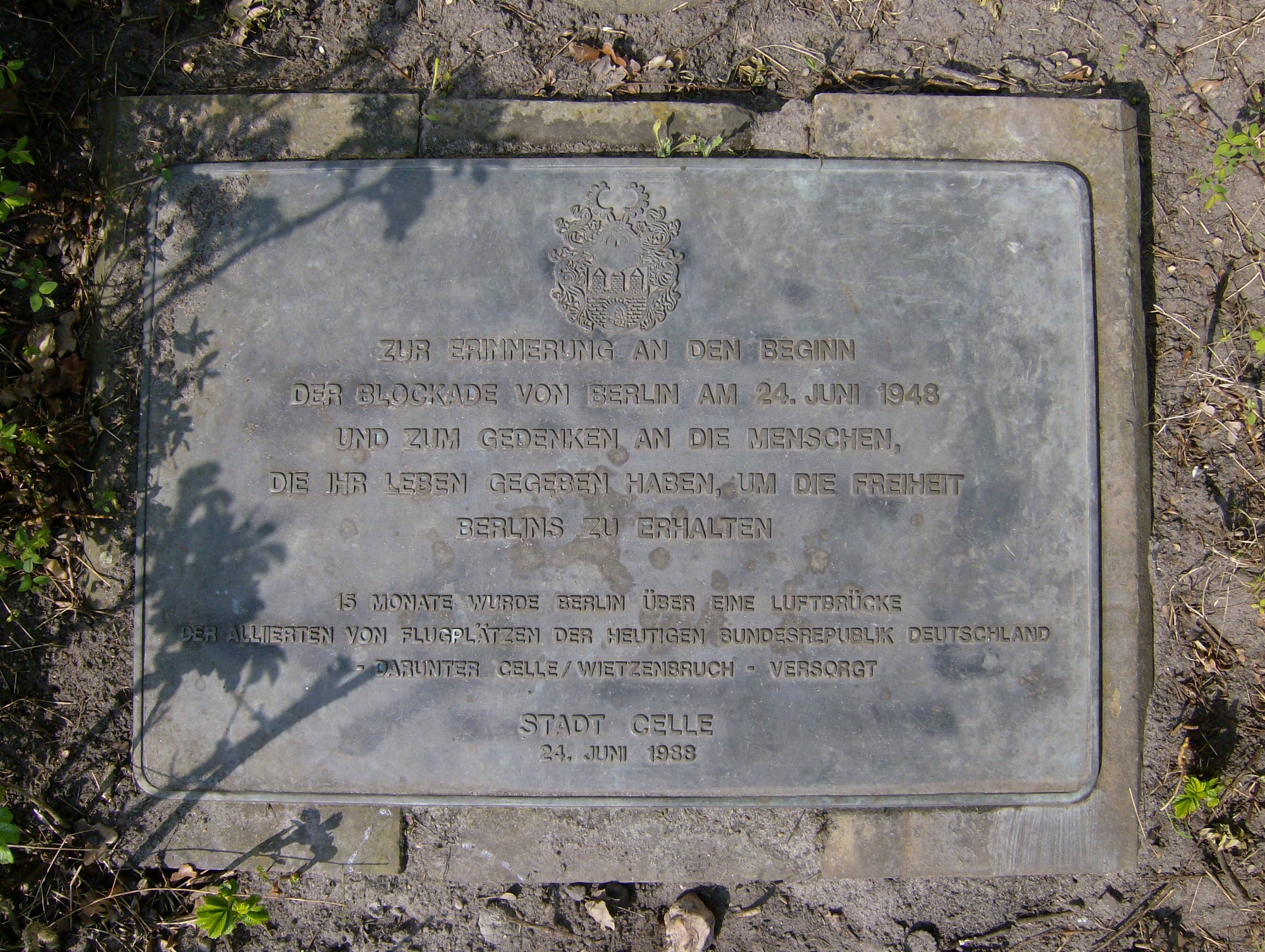
Gedenktafel am Fuß des Luftbrückendenkmals

Der Celler Ortsteil Wietzenbruch zählt zu den jüngeren Ansiedlungen des Landkreises Celle. Seine Entstehung hat er der Teilung des Wietzenbruches, eines großen Waldes und moorähnlichen Gebietes, das sich über den östlichen Landkreis Celle hinaus bis in Randbereiche des Landkreises Heidekreis erstreckt, in den Jahren 1815–1825 zu verdanken.
Durch das Wietzenbruch wurde in den 1920er Jahren die erste deutsche Hochgeschwindigkeitsstrecke für Test- und Rekordfahrten von Eisenbahnlokomotiven gebaut. In Anspielung auf die lange Bauzeit (1913–1938) ist die Trasse im Volksmund auch als „Hasenbahn“ bekannt. Sie ist heute Teil der Bahnstrecke Hannover–Hamburg.
Der Heeresflugplatz Celle (Immelmann-Kaserne) in Celle-Wietzenbruch wurde Ende der 1940er Jahre bekannt als einer der Startpunkte für Versorgungsflugzeuge der Berliner Luftbrücke. An dieses Ereignis erinnert das 1985 vom damaligen Celler Stadtrat Karl Duffner initiierte und 1988 eingeweihte Luftbrückendenkmal am Ortseingang. Bis 2013 war der Fliegerhorst Standort des Heeresfliegerausbildungszentrum C sowie der Heeresfliegerverbindungs- und Aufklärungsstaffel 100.

### Andertenhäusen
Andertenhäusen ist ein Beispiel für weit draußen vor der Stadt Celle Anfang des 19. Jahrhunderts entstandene neue Besitzungen. Der Generalmajor Heinrich von Anderten in Celle hatte das Unglück gehabt, dreimal die Gattin bei der Geburt eines Kindes zu verlieren, als letzte am 31. Mai 1830 die wegen ihrer Schönheit von Heinrich Heine bewunderte „schöne Frau von Celle“, Caroline du Plat (1799–1830), Tochter des Oberst Georg Carl August du Plat. Der verbitterte Witwer aus der hannoverschen Patrizierfamilie von Anderten  beschloss, für seine Nachkommen draußen in der Einsamkeit ein Landgut zu schaffen, das nach seinem Geschlecht „Andertenhäusen“ genannt werden sollte. Nach und nach hatte er 160 Morgen Fläche im Neuenhäuser Anteil des Wietzenbruches erworben und errichtete dort 1838 ein Wohnhaus, Stallungen und Scheunen und schuf aus der Wildnis teilweise mit eigener Hand 53 Morgen Acker, 47 Morgen Wiesen und 43 Morgen Holzung. Auf den Schmuck des Wohnhauses, des Parks und der Gärten wurde von ihm größte Aufmerksamkeit verwendet. Von Anderten wohnte und wirtschaftete auf dem Landgut bis zu seinem Tode 1851. Obwohl der Vater Wert darauf legte, dass Andertenhäusen Familienbesitz bleiben müsse, verkaufte sein Sohn William von Anderten, Rittmeister in Hildesheim, das Gut. (Lage Gut Andertenhäusen)

## Politik

### Ortsrat
Der Ortsrat Wietzenbruch hat sieben Mitglieder, die sich seit der letzten Kommunalwahl vom 12. September 2021 wie folgt verteilen:
| Ortsrat 2021Insgesamt 7 Sitze - SPD: 2 - Grüne: 1 - Unab.: 1 - FDP: 1 - CDU: 2 |

### Ortsbürgermeister
Ortsbürgermeister ist Walter Jochim.

## Religion
Die evangelisch-lutherische Kirchengemeinde Wietzenbruch ist Teil des Kirchenkreises Celle. 
Wietzenbruch gehört wie die Stadt Celle insgesamt zum römisch-katholischen Bistums Hildesheim.